# Championnat des Pays-Bas de hockey sur glace 2014-2015
Saison précédente
Le saison 2014-2015 est la 55e édition du Championnat des Pays-Bas de hockey sur glace et la dernière à se jouer avant la fusion des championnats belge et néerlandais au sein de la BeNe League.

## Compétition

### Format
Les cinq équipes s'affrontent sous la forme d'un triple championnat aller-retour. À l'issue de cette phase, les quatre meilleures équipes s'affrontent pour la seconde phase. Le vainqueur est déclaré Champion des Pays-Bas 2015.

### Saison régulière
| Clt   | Équipe                 | PJ | V  | VP | D  | DP | BP  | BC  | Diff | Pts |
| ----- | ---------------------- | -- | -- | -- | -- | -- | --- | --- | ---- | --- |
| +001, | Unis Flyers Heerenveen | 24 | 22 | 0  | 2  | 0  | 148 | 46  | +102 | 44  |
| +002, | Tilburg Trappers       | 24 | 17 | 2  | 5  | 0  | 126 | 53  | +77  | 38  |
| +003, | HYC Herentals          | 24 | 7  | 1  | 15 | 1  | 77  | 132 | -55  | 17  |
| +004, | LACO Eaters Limburg    | 24 | 6  | 0  | 15 | 3  | 94  | 153 | -59  | 15  |
| +005, | Dolphin Kemphanen      | 24 | 4  | 1  | 19 | 0  | 80  | 141 | -61  | 10  |

- Qualifiés pour les Play-Offs

### Séries éliminatoires
Du 20 février au 18 mars, les quatre meilleurs clubs néerlandais s'affrontent à Heerenveen sous la forme d'une série éliminatoire afin de décerner le titre de Champion des Pays-Bas 2018.
|  | Demi-finales           | Demi-finales     |                        |   | Finale                 | Finale |
|  | Demi-finales           | Demi-finales     |                        |   | Finale                 | Finale |
|  |                        |                  |                        |   |                        |        |
|  |                        |                  |                        |   | 25 février, Heerenveen |        |
|  |                        |                  |                        |   |                        |        |
|  | Unis Flyers Heerenveen | 4                |                        |   |                        |        |
|  | Unis Flyers Heerenveen | 4                |                        |   |                        |        |
|  | LACO Eaters Limburg    | 0                |                        |   |                        |        |
|  | LACO Eaters Limburg    | 0                | Unis Flyers Heerenveen | 2 |                        |        |
|  |                        |                  | Unis Flyers Heerenveen | 2 |                        |        |
|  |                        | Tilburg Trappers | 4                      |   |                        |        |
|  | HYC Herentals          | Tilburg Trappers | 4                      | 0 |                        |        |
|  | HYC Herentals          |                  |                        | 0 |                        |        |
|  | Tilburg Trappers       | 4                |                        |   |                        |        |
|  | Tilburg Trappers       | 4                |                        |   |                        |        |